# Ивантец (деревня)
Ивантец — деревня в Никольском районе Вологодской области.
Входит в состав Краснополянского сельского поселения, с точки зрения административно-территориального деления — в Нигинский сельсовет.
Расстояние до районного центра Никольска по автодороге — 29 км. Ближайшие населённые пункты — Кошелево, Бутова Курья, Еремкин.
По переписи 2002 года население — 156 человек (84 мужчины, 72 женщины). Всё население — русские.